# 横山玄位
横山 玄任（よこやま はるたか、明暦元年（1655年） - 延宝9年6月16日（1681年7月30日））は、加賀藩家老。加賀八家横山家第5代当主。
父は加賀藩家老横山忠次。母は岡山藩家老日置忠治の養女（実父日置忠隆）。弟は横山任風。正室は奥村庸礼の娘。幼名は三郎。通称は大膳。

## 生涯
明暦元年（1655年）、加賀藩家老横山忠次の次男として金沢に生まれ、江戸で幕府の証人を勤める。延宝元年（1679年）、忠次の死去により家督を相続する。弟の任風は1500石で分家する。延宝9年（1681年）、加増を受け知行3万石となる。同年6月16日、病により京都で療養中に死去した。家督は任風が相続した。